# 성지현
성지현(成池鉉, 1991년 7월 29일 - )는 대한민국의 여자 배드민턴 선수이다. 인천국제공항 스카이몬스 배드민턴단 소속이며 스포츠 관련 광고에도 출연하였다.

## 경력
- 2018 제 18회 자카르타-팔렘방 아시안게임 배드민턴 국가대표
- 2018- 인천국제공항 스카이몬스 배드민턴단
- 2010 제16회 광저우 아시안게임 배드민턴 국가대표
- 2012 제30회 런던 올림픽 여자 배드민턴 국가대표
- 2013-2018 MG새마을금고 여자 배드민턴단
- 2014 제17회 인천 아시안게임 배드민턴 국가대표
- 2016 제31회 리우데자네이루 올림픽 여자 배드민턴 국가대표

## 수상
- 2020 아시아 남·여 단체 배드민턴 선수권 대회 여자 단체 준우승
- 2019 광주 코리아 마스터즈 국제 배드민턴 선수권 대회 여자 단식 준우승
- 제 100회 전국체육대회 여자 일반부 단체 1위
- 2019 대만 오픈 배드민턴 선수권 대회 여자 단식 우승
- 2019 전국봄철종별 배드민턴 리그전 여자 일반부 단체 우승
- 2019 스위스 오픈 배드민턴 선수권 대회 여자 단식 3위
- 2018 홍콩 오픈 배드민턴 선수권 대회 여자 단식 3위
- 2018 인천공항 배드민턴 챔피언쉽 여자 단식 1위
- 2018 빅터 코리아 오픈 배드민턴 선수권 대회 여자 단식 3위
- 2018 인도네시아 오픈 배드민턴 선수권 대회 여자 단식 3위
- 2018 제61회 전국여름철종별 배드민턴 선수권 대회 여자 일반부 단식 1위
- 2018 제61회 전국여름철종별 배드민턴 선수권 대회 여자 일반부 단체 2위
- 2018 제 27회 세계 여자 단체 배드민턴 선수권 대회(Uber Cup) 단체 3위
- 2018 아시아 배드민턴 선수권 대회 여자 단식 3위
- 2018 전국봄철종별 배드민턴 리그전 여자 일반부 단체 우승
- 2018 아시아 남·여 단체 배드민턴 선수권 대회 여자 단체 3위
- 2017 인천공항 배드민턴 코리안리그 여자 실업부 단체전 준우승
- 2017 홍콩 오픈 배드민턴 슈퍼시리즈 여자 단식 3위
- 2017 제 98회 전국체육대회 여자 일반부 단체 1위
- 2017 인도네시아 오픈 배드민턴 슈퍼시리즈 프리미어 여자 단식 준우승
- 2017 제 60회 전국여름철종별 배드민턴 선수권 대회 여자 일반부 단체 1위
- 2017 제 15회 세계 혼합단체 배드민턴 선수권 대회 단체 우승
- 2017 싱가폴 오픈 배드민턴 슈퍼시리즈 여자 단식 3위
- 2017 말레이시아 오픈 배드민턴 슈퍼시리즈 프리미어 여자 단식 3위
- 2017 인도 오픈 배드민턴 슈퍼시리즈 여자 단식 3위
- 2017 전국봄철종별 배드민턴 리그전 여자 일반부 단체 우승
- 2017 전영 오픈 배드민턴 슈퍼시리즈 프리미어 여자 단식 3위
- 2017 아시아 혼합단체 배드민턴 선수권 대회 준우승
- 2016 BWF 배드민턴 슈퍼시리즈 파이널 여자 단식 준우승
- 2016 제주 빅터 코리아 마스터즈 국제 배드민턴 선수권 대회 여자 단식 우승
- 2016 중국 오픈 배드민턴 슈퍼시리즈 프리미어 여자 단식 3위
- 2016 프랑스 오픈 배드민턴 슈퍼시리즈 여자 단식 3위
- 2016 제 97회 전국체육대회 여자 일반부 단체 1위
- 2016 빅터 코리아 오픈 배드민턴 슈퍼시리즈 여자 단식 준우승
- 2016 제 26회 세계 여자 단체 배드민턴 선수권 대회(Uber Cup) 단체 준우승
- 2016 아시아 배드민턴 선수권 대회 여자 단식 3위
- 2016 뉴질랜드 오픈 배드민턴 그랑프리 골드 여자 단식 우승
- 2016 아시아 남·여 단체 배드민턴 선수권 대회 여자 단체 3위
- 2016 태국 마스터즈 배드민턴 그랑프리 골드 여자 단식 3위
- 2016 인도 배드민턴 그랑프리 골드 여자 단식 우승
- 2016 말레이시아 마스터즈 배드민턴 그랑프리 골드 여자 단식 3위
- 2015 덴마크 오픈 배드민턴 슈퍼시리즈 프리미어 여자 단식 3위
- 2015 제 96회 전국체육대회 여자 일반부 단체 3위
- 2015 태국 오픈 배드민턴 그랑프리 골드 여자 단식 우승
- 2015 빅터 코리아 오픈 배드민턴 슈퍼시리즈 여자 단식 우승
- 2015 세계 개인 배드민턴 선수권대회 여자 단식 3위
- 2015 제 58회 전국여름철종별 배드민턴 선수권 대회 여자 일반부 단체 3위
- 2015 제 28회 광주 하계 유니버시아드 배드민턴 여자 단식 금메달
- 2015 제 28회 광주 하계 유니버시아드 배드민턴 단체전 금메달
- 2015 호주 오픈 배드민턴 슈퍼시리즈 여자 단식 3위
- 2015 제 14회 세계 혼합단체 배드민턴 선수권 대회 단체 3위
- 2015 전국봄철종별 배드민턴 리그전 여자 일반부 단체 1위
- 2015 독일 오픈 그랑프리 골드 여자 단식 우승
- 2014 BWF 배드민턴 슈퍼시리즈 마스터즈 파이널 여자 단식 준우승
- 2014 제 95회 전국체육대회 여자 일반부 단체 2위
- 2014 덴마크 오픈 배드민턴 슈퍼시리즈 프리미어 여자 단식 3위
- 2014 제 17회 인천 아시안게임 배드민턴 여자 단체전 은메달
- 2014 대만 오픈 배드민턴 그랑프리 골드 여자 단식 우승
- 2014 일본 오픈 배드민턴 슈퍼시리즈 여자 단식 3위
- 2014 제 25회 세계 여자 단체 배드민턴 선수권 대회(Uber Cup) 단체 3위
- 2014 김천 아시아 배드민턴 선수권대회 여자 단식 우승[1]
- 2014 싱가폴 오픈 배드민턴 슈퍼시리즈 여자 단식3위
- 2014 제 57회 여름철 종별 배드민턴 선수권 대회 여자 단식 우승
- 2014 스위스 오픈 그랑프리 골드 여자 단식 3위
- 2014 독일 오픈 배드민턴 그랑프리 골드 여자 단식 준우승
- 2013 덴마크 오픈 배드민턴 슈퍼시리즈 프리미어 여자 단식 준우승
- 2013 제 94회 전국체육대회 여자 대학부 단체 1위
- 2013 전주빅터 코리아 그랑프리 골드 국제 배드민턴 선수권 대회 여자 단식 은메달
- 2013 대만 오픈 그랑프리골드 여자 단식 금메달
- 2013 제27회 카잔 하계 유니버시아드 배드민턴 여자 단식 금메달[2]
- 2013 제27회 카잔 하계 유니버시아드 배드민턴 단체전 금메달
- 2013 제 56회 전국여름철종별 배드민턴 선수권 대회 여자 대학부 단체 1위
- 2013 제 56회 전국여름철종별 배드민턴 선수권 대회 여자 대학부 복식 준우승
- 2013 제 56회 전국여름철종별 배드민턴 선수권 대회 여자 대학부 단식 우승
- 2013 세계 혼합단체 배드민턴 선수권 대회 단체 준우승
- 2013 전국봄철대학 배드민턴 리그전 여자 대학부 단체 1위
- 2013 전영 오픈 배드민턴 슈퍼시리즈 프리미어 여자 단식 3위
- 2013 독일 오픈 배드민턴 그랑프리 골드 여자 단식 3위
- 2013 빅터 코리아 오픈 배드민턴 슈퍼시리즈 프리미어 여자 단식 우승[3]
- 2012 화순 빅터 코리아 그랑프리 골드 국제 배드민턴 선수권 대회 여자 단식 우승
- 2012 제 93회 전국체육대회 여자 대학부 단체 1위
- 2012 일본 오픈 배드민턴 슈퍼시리즈 여자 단식 3위
- 2012 전국가을철 대학 배드민턴 선수권 대회 여자 대학부 단체 1위
- 2012 싱가폴 오픈 배드민턴 슈퍼시리즈 여자 단식 3위
- 2012 인도네시아 오픈 배드민턴 슈퍼시리즈 프리미어 여자 단식 3위
- 2012 제 24회 세계 여자 단체 배드민턴 선수권 대회(Uber Cup) 단체 준우승
- 2012 호주 오픈 배드민턴 그랑프리 골드 여자 단식 3위
- 2012 전국봄철종별 배드민턴 리그전 여자 대학부 단체 1위
- 2011 화순 빅터코리아 그랑프리골드 국제 배드민턴 선수권 대회 여자 단식 우승
- 2011 제 92회 전국체육대회 여자 대학부 단체2위
- 2011 대만 오픈 그랑프리 골드 배드민턴 선수권 대회 여자 단식 우승
- 2011 제 12회 세계 혼합단체 배드민턴 선수권 대회 단체 3위
- 2011 말레이시아 오픈 배드민턴 그랑프리 골드 여자 단식 3위
- 2011 전국 봄철 종별 리그전 여자 대학부 단체 1위
- 2011 스위스 오픈 그랑프리 골드 여자단식 준우승
- 2011 독일 오픈 배드민턴 그랑프리 골드 여자 단식 3위
- 2011 코리아 배드민턴 슈퍼시리즈 프리미어 여자 단식 3위
- 2010 제 16회 광저우 아시안게임 배드민턴 여자 단체전 동메달
- 2010 빅터 코리아 그랑프리 국제 배드민턴 선수권 대회 여자 단식 3위
- 2010 제 91회 전국체육대회 여자 대학부 단체1위
- 2010 제 23회 세계 여자 단체 배드민턴 선수권 대회(Uber Cup) 단체 우승
- 2010 전국 여름철 종별 선수권 대회 여자 대학부 단체 1위
- 2010 전국 여름철 종별 선수권 대회 여자 대학부 복식 3위
- 2010 전국 여름철 종별 선수권 대회 여자 대학부 단식 우승
- 2010 구미 새마을 전국봄철종별 배드민턴 리그전 여자 대학부 단체 1위
- 2010 빅터코리아 오픈 배드민턴 슈퍼시리즈 여자 단식 준우승
- 2009 제 90회 전국체육대회 여자 고등부 단체 3위
- 2009 제 90회 전국체육대회 여자 고등부 단식 우승
- 2009 전국가을철종별 배드민턴 선수권대회 여자 고등부 단체 3위
- 2009 제 42회 전국학교대항 배드민턴 선수권 대회 여자 고등부 단식 우승
- 2009 제 52회 전국여름철종별 배드민턴 선수권 대회 여자 고등부 단식 준우승
- 2009 일본 국제 배드민턴 챌린지 대회 여자 단식 3위
- 2008 세계 주니어 선수권 대회 혼합단체 2위
- 2008 제 89회 전국체육대회 여자 고등부 단식 3위
- 2008 전국가을철 중.고 배드민턴 선수권 대회 여자 고등부 단체 3위
- 2008 아시아 주니어 선수권 대회 혼합단체 2위
- 2008 제 51회 전국여름철종별 배드민턴 선수권 대회 여자 고등부 단체 3위
- 2008 독일 주니어 선수권 대회 여자단식 준우승
- 2008 제 17회 삼성전기배 주니어 단식 최강전 여자 고등부 1년 준우승
- 2007 세계 주니어 선수권 대회 혼합단체 2위
- 2007 제 50회 전국여름철종별 배드민턴 선수권 대회 여자 고등부 단식 우승

## 학력
- 서울대도초등학교 졸업
- 언주중학교 졸업
- 창덕여자고등학교 졸업
- 한국체육대학교 체육학 학사
- 한국체육대학교 대학원 체육학 석사
- 한국체육대학교 대학원 체육학 박사